# Ліплявська сільська рада
Ліпля́вська сільська́ ра́да — адміністративно-територіальна одиниця та орган місцевого самоврядування в Канівському районі Черкаської області. Адміністративний центр — село Ліпляве.

## Населені пункти
Сільській раді підпорядковані населені пункти:
- с. Ліпляве

Також, до 1970-х років раді було підпорядковане село Решітки (затоплене Канівським водосховищем).

## Загальні відомості
На північному сході рада межує із Озерищанською, на півдні — з Келебердянською сільськими радами, на південному заході має кордон — з Канівською міською радою. На півночі та північному заході має вихід до Канівського водосховища.
Населення сільради — 1 971 особа (2009).
Майже вся територія сільради, окрім східної частини, вкрита лісовими масивами, які зростають на піщаних ґрунтах. На південному заході знаходиться північна частина довгого озера Криве, яке має стік до Дніпра. Уздовж західного краю села проходить водогінний канал-канава, який сполучається безпосередньо з Дніпром. Він простягається на північ і повертає на схід, огинаючи урочище Ревине Болото.
По території сільради проходять автошляхи державного значення Н02 та Т 2404, а також дорога місцевого значення О240721. Через село проходить залізниця Золотоноша-I - Ляплава, на якій в межах Ліплявого розташована залізнична станція Ляплава (вона є кінцевою на цій гілці). Сучасна ділянка залізниці є залишком довоєнної, яка з'єднувала Золотоношу і Канів з Миронівкою в Київській області. Нині є фактично недіючою, пасажирське сполучення зупинено ще в 1990-ті роки.

### Природно-заповідний фонд
На землях сільради розташовано ботанічний заказник місцевого значення Гайдарове.

## Склад ради
Рада складається з 20 депутатів та голови.
- Голова ради: Нерода Василь Павлович
- Секретар ради: Єщенко Людмила Михайлівна

### Керівний склад попередніх скликань
| Прізвище, ім'я, по батькові | Основні відомості                                                         | Дата обрання | Дата звільнення |
| --------------------------- | ------------------------------------------------------------------------- | ------------ | --------------- |
| Воропай Ірина Миколаївна    | Сільський голова, 1976 року народження                                    | 26.03.2006   | 31.10.2010      |
| Нерода Василь Павлович      | Сільський голова, 1950 року народження, освіта вища, член Партії регіонів | 31.10.2010   |                 |

Примітка: таблиця складена за даними сайту Верховної Ради України

### Депутати
За результатами місцевих виборів 2010 року депутатами ради стали:

#### За суб'єктами висування
| Суб'єкт висування | Кількість обраних депутатів | %   |
| ----------------- | --------------------------- | --- |
| Самовисування     | 20                          | 100 |

#### За округами
| № округу | Прізвище, ім'я, по батькові     | Дата визнання обраним | Освіта             | Партійна приналежність            | Відомості про обраного депутата                  |
| -------- | ------------------------------- | --------------------- | ------------------ | --------------------------------- | ------------------------------------------------ |
| 1        | Савченко Ольга Іванівна         | 01.11.2010            | вища               | член Партії регіонів              | Ліплявська с/р, спеціаліст 2 категорії           |
| 2        | Головко Василь Іванович         | 01.11.2010            | середня спеціальна | позапартійний                     | пенсіонер                                        |
| 3        | Суходольська Євдокія Леонтіївна | 01.11.2010            | середня спеціальна | позапартійна                      | Ліплявська амбулаторія «ЗП — СМ», медсестра      |
| 4        | Скопець Сергій Петрович         | 01.11.2010            | середня спеціальна | член Партії регіонів              | Ліплявський НВК, зам.директора                   |
| 5        | Дубенець Василь Іванович        | 01.11.2010            | середня            | член Партії «Союз»                | Фермерське господарство «ДАВ», голова            |
| 6        | Вовк Микола Олександрович       | 01.11.2010            | середня            | член Комуністичної партії України | ЗАТ «Миронівська птахофабрика», слюсар           |
| 7        | Кранга Віра Павлівна            | 01.11.2010            | середня спеціальна | член Партії регіонів              | пенсіонер                                        |
| 8        | Голуб Микола Петрович           | 01.11.2010            | середня спеціальна | член Партії регіонів              | Ліплявське лісництво, старший майстер лісу       |
| 9        | Лисак Віталій Вікторович        | 01.11.2010            | вища               | член Партії регіонів              | Ліплявське лісництво, майстер лісу               |
| 10       | Хроленко Тетяна Миколаївна      | 01.11.2010            | вища               | позапартійна                      | Ліплявська амбулаторія «ЗП — СМ», головний лікар |
| 11       | Міснікова Наталія Григоріна     | 01.11.2010            | вища               | член Партії регіонів              | Ліплявська с/р, головний бухгалтер               |
| 12       | Кубар Галина Миколаївна         | 01.11.2010            | вища               | член Партії регіонів              | Ліплявський НВК, директор                        |
| 13       | Воропай Василь Петрович         | 01.11.2010            | середня спеціальна | позапартійний                     | Ліплявське лісництво, помічник лісничого         |
| 14       | Шишка Анатолій Павлович         | 01.11.2010            | середня спеціальна | член Партії регіонів              | ЗАТ НВФ «Урожай», головний інженер               |
| 15       | Береза Іван Петрович            | 01.11.2010            | середня            | позапартійний                     | ЗАТ НВФ «Урожай», інженер ОП                     |
| 16       | Іванова Валентина Миколаївна    | 01.11.2010            | вища               | член Партії регіонів              | ЗАТ НВФ «Урожай», головний економіст             |
| 17       | Єщенко Людмила Михайлівна       | 01.11.2010            | середня спеціальна | член Партії регіонів              | Ліплявська с/р, секретар                         |
| 18       | Лобода Наталія Дмитрівна        | 01.11.2010            | середня спеціальна | член Партії регіонів              | Канівський держлісгосп, майстер                  |
| 19       | Хворостина Наталія Михайлівна   | 01.11.2010            | незакінчена вища   | член Партії регіонів              | ЗАТ НВФ «Урожай», бухгалтер                      |
| 20       | Штейман Петро Володимирович     | 01.11.2010            | середня спеціальна | член Партії «Союз»                | пенсіонер                                        |